# Дамијета
Дамијета (арап. دمياط) је град у Египту у гувернорату Дамијета. Према процени из 2008. у граду је живело 266.627 становника. Налази се на обали Средоземног мора у делти Нила, око 200 km северно од Каира. У граду се налази лука.

## Историја

### У древном Египту
У време старог Египта град се звао Тамиат. Изгубио је на значају у доба хеленизма због изградње Александрије.

### У доба Крсташких ратова
Дамијета је била веома значајан град у 12. и 13. веку, у епохи Крсташких ратова. Градску луку је 1169. опсела хрошћанска флота Јерусалимске краљевине уз помоћ Византијског царства, али их је поразио Саладин. 
Дамијета је била главни циљ Петог крсташког рата 1217. Контрола над Дамијетом значила је и контролу над Нилом, а на овај начин су крсташи намеравали завладати Египтом. Из Египта је требало напасти Палестину и поново освојити Јерусалим. Крсташи су опсели и освојили луку 1219, али су 1221. поражени испред Каира и прогнани из Египта. 
Дамијета је била циљ француског краља Луја IX у Шестом крсташком рату. Његова флота се овде појавила јуна 1249. и брзо заузела тврђаву. Луј је поражен и заробљен у бици код Мансура 1250. и тако натеран да напусти Дамијету и Египат. Због значаја Дамијете за крсташе, мамелучки султан Бајбарс је уништио град и саградио утврђења неколико километара даље од реке.

## Савремено доба
Данас је Дамијета повезана каналом са реком Нил (рукавац Дамијета делте Нила), чиме је порастао значај градске луке.

## Становништво
Према процени, у граду је 2008. живело 266.627 становника.
| 1986.  | 1996.   | 2006.   |
| ------ | ------- | ------- |
| 89.498 | 111.111 | 237.023 |